# Olessja Nowikowa

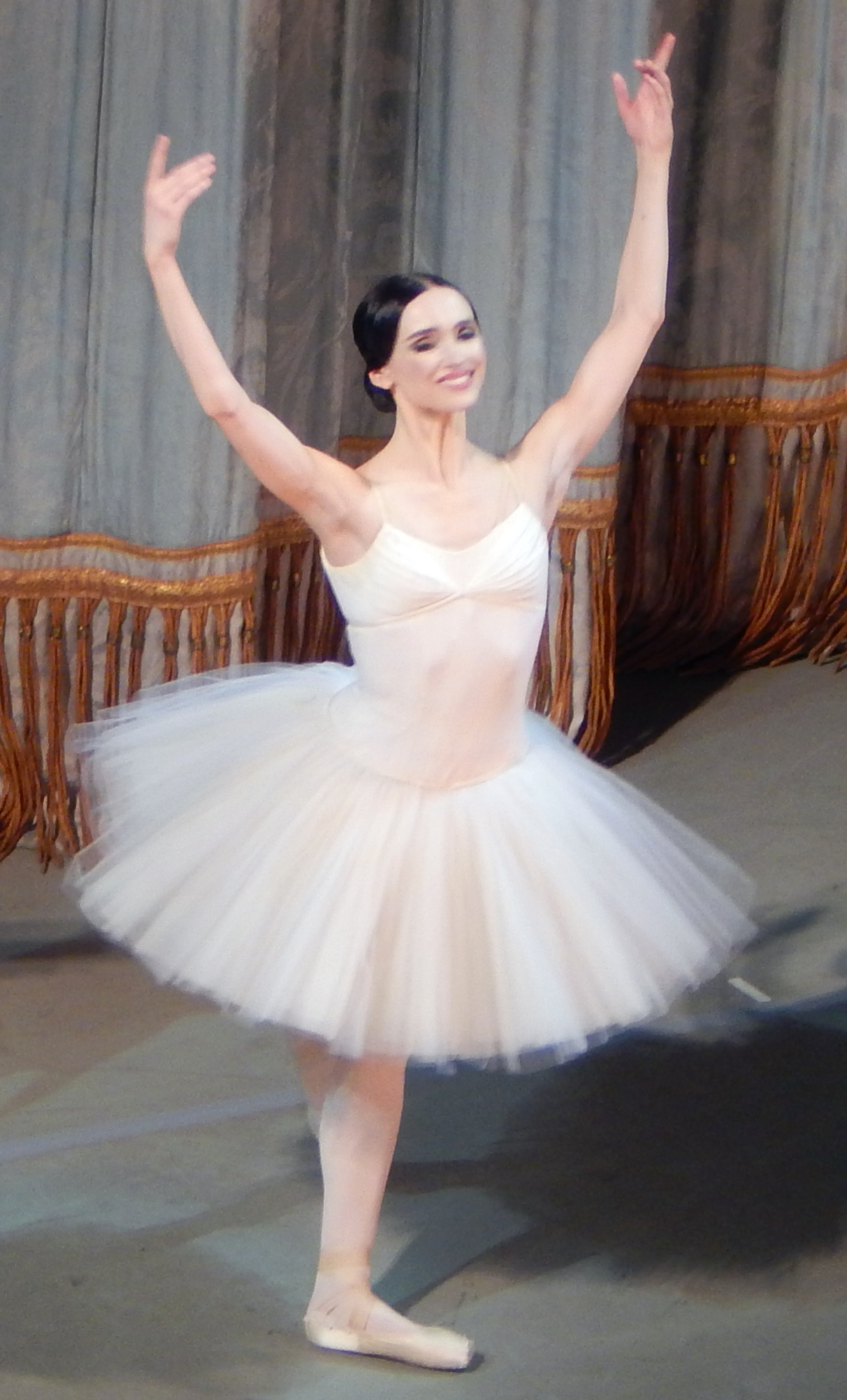
Olessja Nowikowa beim Schlussapplaus nach einer Aufführung als Nikiya in La Bayadère (Mai 2017), Mariinski-Theater, St. Petersburg

Olessja Nowikowa (russisch: Олеся Новикова; * wahrscheinlich 1984 in Leningrad) ist eine russische Primaballerina.

## Werdegang
Sie studierte an der Waganowa-Ballettakademie in der Klasse von Marina Wassiljewa und machte ihren Abschluss im Jahr 2002. Im selben Jahr wurde Olessja Nowikowa Mitglied des Mariinski-Ballettes und gewann beim Internationalen Vaganova-Prix Ballett-Wettbewerb in Sankt Petersburg einen Preis.
Nowikowa ist sowohl äußerlich wie künstlerisch eine archetypische Verkörperung der romantischen Ballerina, grazil und mit einer außergewöhnlich sensiblen Ausstrahlung. Sie hat zahlreiche Haupt- und Nebenrollen in den Balletten des klassischen Repertoires getanzt, in La Sylphide, Giselle, Schwanensee, Dornröschen, Nussknacker, La Bayadère, Le Corsaire und Don Quixote. Zu ihrem Repertoire zählen außerdem weibliche Hauptrollen in den bekanntesten Balletten des 20. und 21. Jahrhundert, darunter Romeo und Julia, Die Fontäne von Bachtschissarai, sowie Ballette von Balanchine, William Forsythe und Alexei Ratmansky (u. a. Anna Karenina).
Alexei Miroschnitschenko kreierte für sie die weibliche Hauptrolle in Du Côté de chez “Swann”, das seine Uraufführung beim VI. Internationalen Ballett Festival MARIINSKY 2006 in Sankt Petersburg erlebte.
Eine enge Zusammenarbeit verband Olessja Nowikowa mit dem bekannten Choreografen Sergei Wicharew, der von 2009 bis zu seinem frühen Tod 2017 ihr Coach am Mariinski-Theater war. Nowikowa verkörperte Haupt- und diverse Nebenrollen in Wicharews Rekonstruktionen der klassischen Ballette von Marius Petipa, namentlich in Tschaikowskis Dornröschen und in Drigos Le Réveil de Flore. 2011 tanzte sie die Titelrolle in der Premiere von Wicharews Version von Raymonda an der Mailänder Scala.
Nowikowa ist verheiratet mit dem Balletttänzer Leonid Sarafanow und hat neben ihrer Karriere drei Kinder zur Welt gebracht. Nach einer Babypause kehrte sie im März 2018, zum 200sten Geburtstag von Marius Petipa, in der Titelrolle von Dornröschen, in einer Wiederaufnahme von Wicharews rekonstruierter Fassung von 1999, wieder auf die Bühne zurück. Dabei wurde ihre scheinbar mühelose Interpretation, ihre Phrasierung, die eleganten Bewegungen ihres Oberkörpers und ihre „entzückend unstudiert“ wirkenden Schrittfolgen gelobt, und sie wurde als ein „Juwel in der Krone des Mariinsky“ bezeichnet, obwohl sie zu dieser Zeit dort offiziell nicht den Status einer führenden Tänzerin innehatte.
Auf internationalen Tourneen des Mariinski-Balletts ist Olessja Nowikowa bisher (Stand 2021) in Deutschland, Großbritannien und China aufgetreten.
In Anbetracht ihrer glänzenden künstlerischen Leistungen und Verdienste wurde Olessja Nowikowa erstaunlich spät, erst im Juni 2021, offiziell zur Primaballerina des Mariinski-Theaters erhoben, was sie de facto schon lange war.

## Repertoire
Die folgende Liste entstammt der Website des Mariinski-Theaters; in Klammern erscheinen die von Olessja Nowikowa getanzten Rollen; namentlich genannt werden nur Choreografen (keine Komponisten).
- La Sylphide (Titelrolle), Version von August Bournonville, in der Revision von Elsa-Marianne von Rosen
- Giselle (Giselle) von Jean Coralli, Jules Perrot und Marius Petipa
- Le Corsaire (Gulnare), Version von Pjotr Gussew nach Marius Petipa
- La Bayadère (Nikiya, Gamzatti), Version von Wladimir Ponomarjow und Wachtang Tschabukiani nach M. Petipa
- Dornröschen (Aurora, La Fée Miettes qui tombent, La Fée Coulante, fleur de farine, Gold- und Silberfee), Rekonstruktion nach Marius Petipa (1890) von Sergei Wicharew
- Dornröschen (Aurora, Fee des Großmuts, Silberfee), Version von Konstantin Sergejew nach M. Petipa
- Schwanensee (Odette-Odile, Pas de trois, Cygnets), Version von Konstantin Sergejew nach M. Petipa
- Raymonda (Raymonda, Grand pas, Variation), Version von Konstantin Sergejew nach M. Petipa
- Le Réveil de Flore (Flore), rekonstruierte Fassung nach Marius Petipa (1894), von Sergei Wicharew
- Don Quixote (Kitri, Blumenmädchen, Variation in Akt IV), Version nach Alexander Gorsky
- Chopiniana (Nocturne, 11. Walzer) von Michel Fokine
- Die Fontäne von Bachtschissarai (Maria) von Rostislaw Sacharow
- Der Nussknacker (Mascha), Version von Wassili Wainonen
- Der Nussknacker (Mascha), Produktion: Michail Schemjakin, Choreografie: Kirill Simonow
- Romeo und Julia (Julia), von Leonid Lawrowski
- Études, von Harald Lander
- Marguerite and Armand (Marguerite), von Frederick Ashton
- Manon (Kurtisane), von Kenneth MacMillan,
- George Balanchines Ballette Apollo (Polyhymnia), Symphony in C (3. Satz), The Four Temperaments, Jewels (Emeralds, Rubies, Diamonds), Piano Concerto No 2 (Ballet Imperial), Theme and Variations und Tschaikowski Pas de Deux
- The Legend of Love (Schirin), von Juri Grigorowitsch
- Carmen-Suite (Carmen), von Alberto Alonso
- Hans van Manens Ballette Adagio Hammerklavier und 5 Tangos
- Alexei Ratmanskis Ballette Middle Duet und Anna Karenina (Anna Karenina)
- William Forsythes Ballette The Vertiginous Thrill of Exactitude und In the Middle, Somewhat Elevated
- Ondine (Ondine, Najaden), Version von Pierre Lacotte
- Without, von Benjamin Millepied
- Le Parc, von Angelin Preljocaj
- Les Noces, von Bronislava Nijinska
- Grand pas classique, Choreografie: Victor Gsovsky
- The Meek One (Titelrolle), Choreografie: Donvena Pandoursky
- Flight of Angels (Solistin), Choreografie: Edwaard Liang
- Du Côté de chez “Swann”, Choreografie: Alexei Miroschnitschenko
- Nirvana, von Emil Faski

## Filme
- Minkus: Don Quixote. Choreographie: Gorsky/Petipa; mit Olessja Nowikowa (Kitri), Leonid Sarafanov (Basilio), Mariinski-Ballett und Orchester, Dir.: Pavel Bubelnikov (Decca, 2006)
- Alexander Glasunow: Raymonda. rekonstruierte Version von Sergei Vikharev nach Marius Petipa; mit Olessja Nowikowa (Raymonda), Friedemann Vogel (Jean de Brienne), Mick Zemi (Abderahman), Ballett und Orchester der Mailänder Scala, Dir.: Frédéric Olivieri (RAI/Arthaus, 2011)